# Évelyne Brochu
Évelyne Marie Léa Cassandre Brochu (ur. 17 listopada 1983) – kanadyjska aktorka filmowa, telewizyjna i teatralna. Jedne z najważniejszych francuskojęzycznych produkcji, w których grała to: Tom (jako Chloé), Inch'Allah (jako Sara), Café de Flore (jako Rose) oraz Politechnika (jako Stéphanie).

## Życiorys

### Wczesne lata
Urodziła się w 1983 roku i dojrzewała w Pointe-Claire, na przedmieściach Montrealu, w Kanadzie. Jej głównym językiem jest francuski, jednak od najmłodszych lat mówiła również po angielsku. Dorastając miała przyjaciół mówiących po angielsku i uczyła się tego języka w szkole średniej w Dorval. Uczyła się aktorstwa w college'u Cégep de Saint-Laurent. W 2005 roku Brochu ukończyła studia w szkole Conservatoire de musique et d'art dramatique du Québec w Montrealu.

„Miałam bardzo dobrych nauczycieli w szkole w Dorval,” mówi Brochu w wywiadzie dla Montreal Gazette, dodając „pomogło też to, że miałam chłopaków mówiących po angielsku.”

Jej ojciec opuścił rodzinę kiedy miała półtora roku, a kiedy ponownie się ożenił, Brochu zyskała przyrodnią siostrę. Aktorka mówi, że ma dobre relację z żoną ojca. Jej matka jest nauczycielką gry na wiolonczeli, a ojciec pracował jako taksówkarz.
Gdyby nie wypadek podczas jazdy na rowerze, możliwe, że Brochu nigdy nie zaczęłaby kariery aktorskiej. Pewnego razu kiedy jeździła na rowerze, została potrącona przez samochód. Lekarz powiedział jej, że musi przestać biegać i tańczyć, aby utrzymać kolano w dobrej kondycji. Dzięki temu zainteresowała się aktorstwem, a obecnie zamiast tańca uprawia yogę.

## Kariera
W 2013 roku zdobyła popularność za rolę dr Delphine Cormier, francuskiej naukowiec w kanadyjskim serialu Orphan Black. Brochu odegrała również postać Aurory Luft w kanadyjsko-węgierskim serialu o II wojnie światowej zatytułowanym X Company.
Z dobrymi wynikami próbowała swoich sił w muzyce. Nagrała piosenkę w duecie z Felixem Dyotte pod tytułem 'C'est l'été, c'est l'été, c'est l'été' oraz singiel zatytułowany 'Quoi'.

## Życie prywatne
Obecnie mieszka w Montrealu w Kanadzie.
Mówi płynnie po angielsku i francusku, a także po hiszpańsku.
Potrafi grać na perkusji, pianinie i gitarze, śpiewać mezzosopran i alto.
Spotykała się z francuskim aktorem François Arnaudem. W 2014 roku w jednym z wywiadów wspomniała, że nie są już razem.

## Filmografia

### Telewizja
| Rok       | Tytuł         | Rola              | Reżyser                            |                                                                                            |
| --------- | ------------- | ----------------- | ---------------------------------- | ------------------------------------------------------------------------------------------ |
| 2008–2012 | The Promise   | Mélanie Gauthier  | Martin Thibault                    | Opera mydlana                                                                              |
| 2009      | Admit (Aveux) | Jolianne Laplante | Claude Desrosiers                  | Serial telewizyjny (12 odcinków)                                                           |
| 2010      | Mirador       | Mylène Émard      | Louis Choquette                    | Serial telewizyjny (7 odcinków)                                                            |
| 2013–2017 | Orphan Black  | Delphine Cormier  | Graeme Manson John Fawcett         | Serial telewizyjny (23 odcinki) Gościnnie w sezonach 1, 4 i 5; główna rola w sezonie 2 i 3 |
| 2014      | The Godmother | Catherine/Valérie | Alain Desrochers                   | Pięcioczęściowy dramat                                                                     |
| 2015–2017 | X Company     | Aurora Luft       | Mark Ellis & Stephanie Morgenstern | Serial telewizyjny (główna rola)                                                           |
| 2017      | Trop          | Isabelle          | Marie-Andrée Labbé                 | Serial telewizyjny (główna rola)                                                           |

### Film
| Rok  | Tytuł                                      | Rola                       | Reżyser                           | |
| ---- | ------------------------------------------ | -------------------------- | --------------------------------- | --- |
| 2006 | Cheech                                     | Farmaceutka                | Patrice Sauvé                     | |
| 2008 | Father Talk (Dire sur mon père)            | Evelyne Beauregard-McClean | Gabrielle Tremblay                | Film krótkometrażowy |
| 2009 | Politechnika                               | Stéphanie                  | Denis Villeneuve                  | Wyświetlony w 2009 na Cannes Film Festival |
| 2009 | Master Key (Grande Ourse)                  | Jézabel Garneau            | Patrice Sauvé                     | Sci-Fi |
| 2011 | Thrill of the Hills (Frisson des collines) | Hélène Paradis             | Richard Roy                       | Wyświetlony na Schlingel Film Festival |
| 2011 | Café de Flore                              | Rose                       | Jean-Marc Vallée                  | Wyświetlony na 68th Venice International Film Festival |
| 2012 | The Apartment (L'Appartement)              |                            | Michel Lam                        | Film krótkometrażowy |
| 2012 | Inch'Allah                                 | Chloé                      | Anaïs Barbeau-Lavalette           | Wyświetlony w 2012 na Toronto International Film Festival Nominacja — Canadian Screen Awards jako Najlepsza Pierwszoplanowa Rola Kobieca                     |
| 2012 | La Trappe                                  |                            | Sophie B. Jacques                 | Film krótkometrażowy |
| 2013 | Evelyne's World                            | Evelyne                    | Benjamin Lebus Sebastian de Souza | Film krótkometrażowy |
| 2013 | UNTTLD Sun                                 |                            | Dominique Loubier                 | Film krótkometrażowy |
| 2013 | Tom at the Farm                            | Sara                       | Xavier Dolan                      | Wyświetlony w 2013 na Toronto International Film Festival Nominacja – Academy of Canadian Cinema and Television Award za Najlepszą Drugoplanową Rolę Kobiecą |
| 2013 | Quelqu'un d'extraordinaire                 |                            | Monia Chokri                      | Film krótkometrażowy |
| 2014 | UNTTLD Soul                                |                            | Dominique Loubier                 | |
| 2014 | The Nest                                   | Celestine                  | David Cronenberg                  | Film krótkometrażowy |
| 2014 | Pawn Sacrifice                             | Donna                      | Edward Zwick                      | |
| 2015 | The Wolves (Les Loups)                     | Elie                       | Sophie Deraspe                    | |
| 2016 | Miséricorde                                | Mary Ann                   | Nicolas Comeau                    | |
| 2016 | Le Passé Devant Nous                       | Alice                      | Nathalie Teirlinck                | Zwycięstwo – Tiburon International Film Festival za Najlepszą Aktorkę                                                                                        |
| 2016 | Rememory                                   | Wendy                      | Mark Palansky                     | |

### Teatr
| Rok  | Tytuł                     | Rola           | Reżyser                  | Teatr                      |
| ---- | ------------------------- | -------------- | ------------------------ | -------------------------- |
| 2006 | Uncle's Dream             | Farpoukhina    | Igor Ovadis              | Dubunker                   |
| 2007 | Arabian Night             | Vanina         | Théodor Cristian Popescu | Théâtre de Quat'Sous       |
| 2007 | Sacred family             | Mylène         | Michel Poirier           | Beaumont Theatre St Michel |
| 2008 | The Lion in Winter        | Alix           | Daniel Roussel           | Jean Duceppe Company       |
| 2009 | Wake up and sing!         | Hennie         | Luce Pelletier           | Théâtre de l'Opsis         |
| 2009 | Room(s)                   | Évelyne Brochu | Éric Jean                | Théâtre de Quat'Sous       |
| 2011 | Tom at the Farm           | Sara           | Claude Poissant          | Théâtre d'Aujourd'Hui      |
| 2014 | Comment s'occuper de bébé | Donna          | Sylvain Bélanger         | Théâtre la Licorne         |

## Nagrody i nominacje
| Rok  | Nagroda                             | Kategoria                              | Film                 | Wynik      |
| ---- | ----------------------------------- | -------------------------------------- | -------------------- | ---------- |
| 2010 | Prix Gémeaux                        | Najlepsza Aktorka Drugoplanowa         | Aveux                | Nominacja  |
| 2012 | Prix Gémeaux                        | Najlepsza Aktorka                      | The Promise          | Zwycięstwo |
| 2013 | Canadian Screen Award               | Najlepsza Pierwszoplanowa Rola Kobieca | Inch'Allah           | Nominacja  |
| 2014 | Canadian Screen Award               | Najlepsza Drugoplanowa Rola Kobieca    | Tom at the Farm      | Nominacja  |
| 2014 | Prix Gémeaux                        | Najlepsza Drugoplanowa Rola Kobieca    | La Marraine          | Nominacja  |
| 2015 | Jutra Award                         | Najlepsza Drugoplanowa Rola Kobieca    | Tom at the Farm      | Nominacja  |
| 2017 | Tiburon International Film Festival | Najlepsza Aktorka                      | Le Passe Devant Nous | Zwycięstwo |